# Blahová

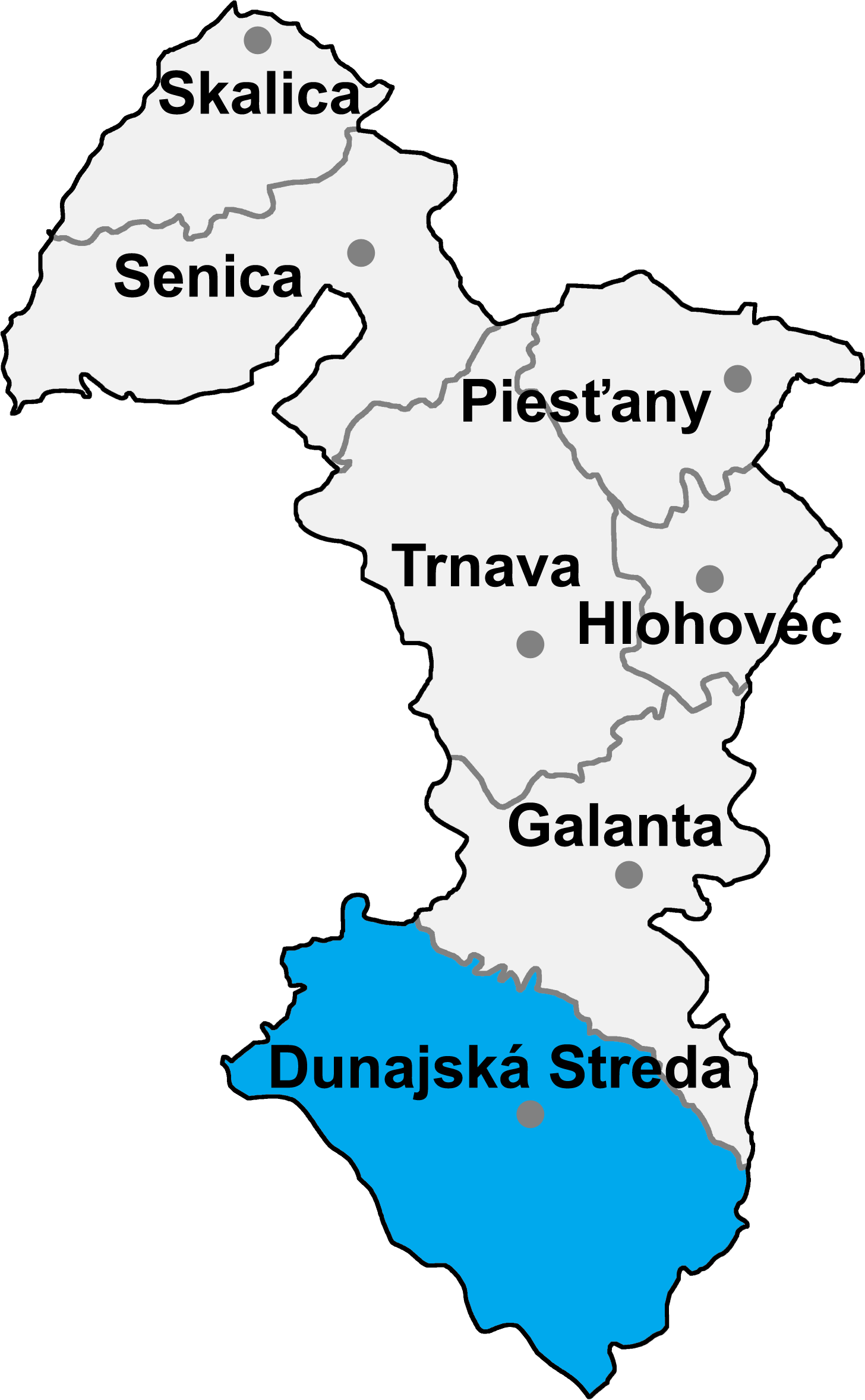
Localização de Dunajská Streda (distrito) na Trnava (região)

O Distrito eslovaco de Blahová  é um dos sessenta e quatro municípios que formam a Distrito de Dunajská Streda, situada em Região de Trnava, Eslováquia.

## Demografia
| Ano:        | 1994 | 2004   | 2014   | 2024    |
| ----------- | ---- | ------ | ------ | ------- |
| Broj ljudi: | 376  | 361    | 365    | 434     |
| Razlika:    |      | -3,98% | +1,10% | +18,90% |

| Ano:               | 2023 | 2024   |
| ------------------ | ---- | ------ |
| Número de pessoas: | 418  | 434    |
| Diferença:         |      | +3,82% |